# Этурервеем
Этурервеем (Этурервээм) — река на севере Дальнего Востока России, протекает по территории Провиденского и Чукотского районов Чукотского автономного округа. Длина реки — 103 км, площадь бассейна 1090 км².
Название в переводе с чук. Ыттъырэрваам — «река поиска собак».
Берёт истоки с северных склонов горы Раскат, протекает в восточном направлении, в среднем течении поворачивает на север до впадения в Колючинскую губу.

## Притоки
Объекты перечислены по порядку от устья к истоку.
- 2 км: река без названия
- 32 км: пр → река без названия
- ? км: лв ← Умкывеемкэй[2]
- 46 км: пр → Ножевой
- 50 км: пр → Природная
- 57 км: лв ← Этурэргытгын
- 61 км: пр → Аргытхыпельхен

## Данные водного реестра
По данным государственного водного реестра России относится к Анадыро-Колымскому бассейновому округу.